# Noce juive dans le Maroc
Noce juive dans le Maroc est un tableau réalisé par le peintre français Eugène Delacroix en 1839. Cette huile sur toile orientaliste représente des Juifs marocains célébrant des noces en musique dans une cour intérieure suplombée par des balcons. Achetée à l'occasion du Salon de peinture et de sculpture en 1841 à Paris, l'œuvre est conservée depuis lors au musée du Louvre.

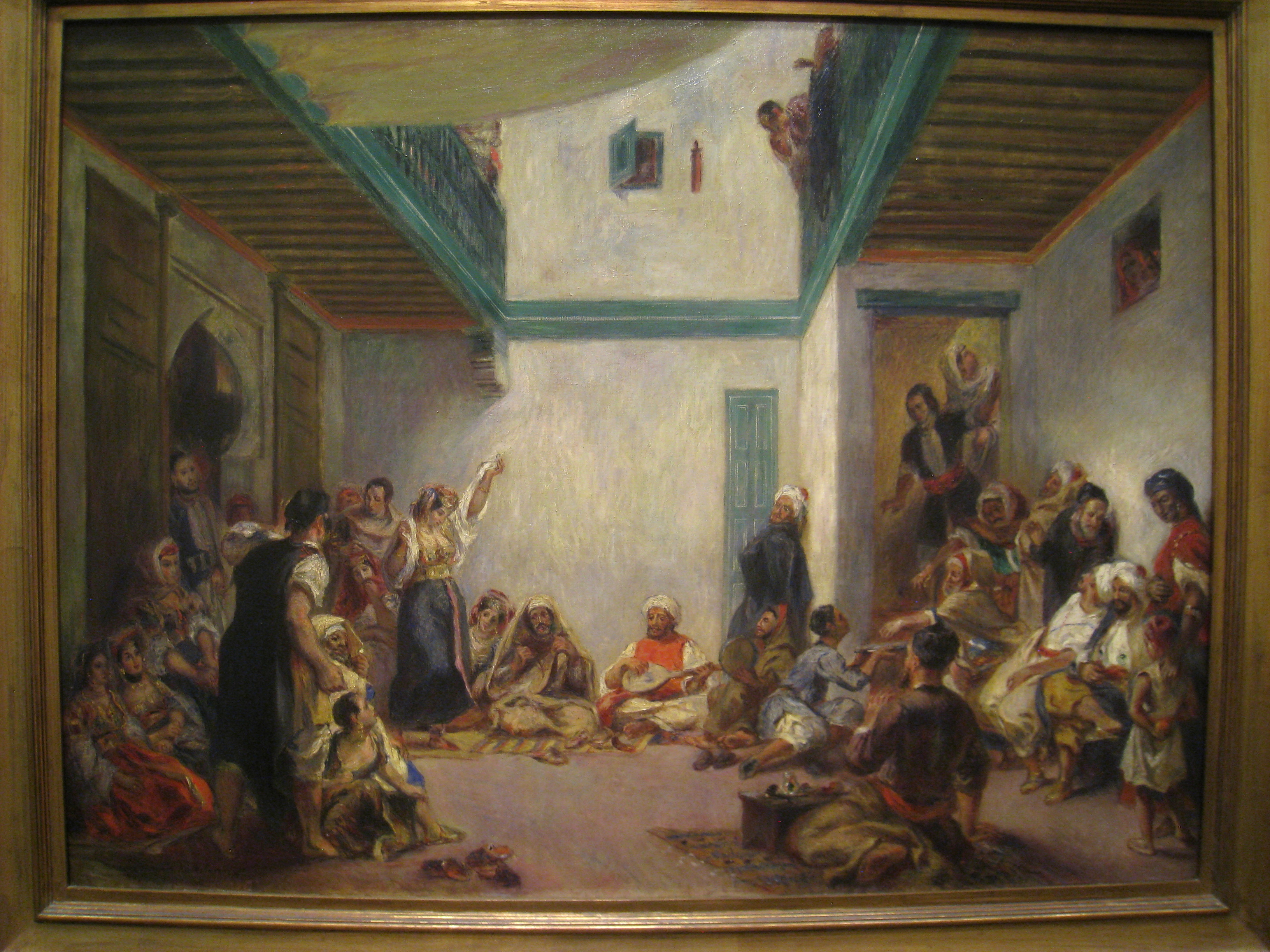
Copie par Auguste Renoir dans les années 1880.